# Tippeligaen de 2003
O Campeonato Norueguês de 2003 foi marcado por grande disparidade entre o Rosenborg e os concorrentes. Além de vencer a competição pela décima segunda vez consecutiva, terminou com catorze pontos de vantagem sobra o segundo colocado.
Tradicionalmente, o campeonato reuniu catorze equipes, sendo que a que somasse mais pontos sagraria-se campeã, as duas últimas colocadas cairíam para a segunda divisão e a ante-penúltima colocada disputaria uma repescagem contra uma equipe da segunda divisão. 
Seguem as tabelas:
| Class. | Equipe       | Jogos | V  | E  | D  | GM | GS | SG  | Pts |
| 1      | Rosenborg    | 26    | 19 | 4  | 3  | 68 | 28 | 40+ | 61  |
| 2      | Bodø/Glimt   | 26    | 14 | 5  | 7  | 45 | 30 | 15+ | 47  |
| 3      | Stabæk       | 26    | 11 | 9  | 6  | 51 | 35 | 16+ | 42  |
| 4      | Odd Grenland | 26    | 11 | 5  | 10 | 46 | 43 | 3+  | 38  |
| 5      | Viking       | 26    | 9  | 10 | 7  | 46 | 34 | 12+ | 37  |
| 6      | Brann        | 26    | 10 | 7  | 9  | 45 | 47 | 2-  | 37  |
| 7      | Lillestrøm   | 26    | 10 | 7  | 9  | 33 | 35 | 2-  | 37  |
| 8      | Sogndal      | 26    | 9  | 8  | 9  | 43 | 46 | 3-  | 35  |
| 9      | Molde        | 26    | 9  | 4  | 13 | 32 | 41 | 9-  | 31  |
| 10     | Lyn          | 26    | 8  | 6  | 12 | 34 | 45 | 11- | 30  |
| 11     | Tromsø       | 26    | 8  | 5  | 13 | 30 | 52 | 22- | 29  |
| 12     | Vålarenga    | 26    | 6  | 10 | 10 | 30 | 33 | 3-  | 28  |
| 13     | Aalesund     | 26    | 7  | 7  | 12 | 30 | 43 | 13- | 28  |
| 14     | Bryne        | 26    | 7  | 1  | 18 | 35 | 56 | 21- | 22  |

Legenda da tabela: Class. = Classificação final, V = Vitórias, E = Empates, D = Derrotas, GM = Gols marcados, GS = Gols sofridos, SG = Saldo de gols, Pts = Pontos.

## Premiação
| Tippeligaen 2003               |
| Noruega                        |
| ------------------------------ |
| ROSENBORG Campeão (18º título) |

## Promoções e despromoções
- Ham-Kam e Fredrikstad promovidos;
- Aalesund e Bryne despromovidos;
- Vålarenga. Venceu a repescagem para a decisão de possibilidade de terceiro despromovido Sandefjord, 5-3 on aggregate.
  - Primeira partida: Sandefjord 0-0 Vålerenga
  - Segunda partida: Vålerenga 5-3 Sandefjord